# Gemeinde Mokronog-Trebelno
Die Gemeinde Mokronog-Trebelno (Mokronog auf Deutsch: Nassenfuß) ist eine Gemeinde (Občina) in der Region Dolenjska in Slowenien. Die Gemeindeverwaltung hat ihren Sitz in der Ortschaft Mokronog.

## Lage und Einwohner
Die aus 43 Ortschaften und Weilern bestehenden Gemeinde liegt nördlich von Novo mesto im Tal der Mirna.

## Ortschaften
| - Beli Grič, (dt. Weißgritsch) - Bitnja vas, (dt. Wittingdorf, auch Wittendorf) - Bogneča vas, (dt. Wagensdorf, auch Pogendorf) - Brezje pri Trebelnem, (dt. Birkendorf bei Treffeln, auch Birk) - Brezovica pri Trebelnem, (dt. Sankt Anna bei Treffeln, auch Bresowitz) - Bruna vas, (dt. Brunndorf) - Cerovec pri Trebelnem, (dt. Zerrendorf) - Cikava, (dt. Zickau) - Dolenje Laknice, (dt. Unter Laknitz) - Dolenje Zabukovje, (dt. Untersabukuje) - Drečji Vrh, (dt. Tretschberg) - Češnjice pri Trebelnem, (dt. Kerschdorf) - Čilpah, (dt. Zillenbach, auch Zieselbach) - Čužnja vas, (dt. Zieseldorf) | - Gorenja vas pri Mokronogu, (dt. Oberdorf bei Nassenfuss) - Gorenje Laknice, (dt. Ober Laknitz) - Gorenje Zabukovje, (dt. Obersabukuje) - Gorenji Mokronog, (dt. Obernassenfuß) - Hrastovica, (dt. Hrastowitz) - Jagodnik, (dt. Jagodnig) - Jelševec, (dt. Erlach) - Križni Vrh, (dt. Kreuzenberg) - Log, (dt. Log bei Nassenfuss) - Maline, (dt. Malling) - Martinja vas pri Mokronogu, (dt. Martinsdorf bei Nassenfuss, auch Mautersdorf) - Mirna vas, (dt. Neuringsdorf, auch Neurendorf) - Mokronog, (dt. Nassenfuss) - Most, (dt. Steinbrücken, auch Hohenbrücken) | - Ornuška vas, (dt. Gottendorf, auch Ornuschendorf) - Ostrožnik, (dt. Ostroschneck) - Podturn, (dt. Unterthurn) - Pugled pri Mokronogu, (dt. Pugled) - Puščava, (dt. Puschawa) - Radna vas, (dt. Radendorf) - Ribjek, (dt. Ribjek) - Roje pri Trebelnem, (dt. Roye) - Slepšek, (dt. Slpescheg) - Srednje Laknice, (dt. Mitter Laknitz) - Sveti Vrh, (dt. Heiligenberg) - Štatenberk, (dt. Stattenberg) - Trebelno, (dt. Treffeln, auch Frauenberg) - Velika Strmica, (dt. Groß Stermitz) - Vrh pri Trebelnem, (dt. Wolenberg) |

## Nachbargemeinden
| Šentrupert     | Sevnica                                     | Skocjan           |
| Mirna, Trebnje | Kompassrose, die auf Nachbargemeinden zeigt | Šmarješke Toplice |
| Mirna Peč      | Novo mesto                                  | Šmarješke Toplice |

## Geschichte
Mokronog wurde 1137 das erste Mal erwähnt. Im Jahre 1279 erhielt die Siedlung das Marktrecht. Der Name des Ortes leitet sich von den nassen Füssen ab, die man bekommt, weil der Grundwasserspiegel so hoch liegt und die Keller ständig überflutet sind.
1256 wurde das Schloss Mokronog als Castrum Nazenfuez erstmals in Urkunden erwähnt. Ein Erdbeben und die Bauernaufstände vernichteten das Schloss im Mittelalter. Die Grafen von Krško erbauten es danach wieder als Residenzschloss auf. Im Zweiten Weltkrieg wurde es von den Partisanen verbrannt und stark zerstört. Heute stehen nur noch Ruinen.
Seit dem 1. Januar 2007 ist Mokronog-Trebelno eine eigenständige Gemeinde. Vorher war sie Teil der Gemeinde Trebnje. Bekannt ist der Ort auch durch die Leder- und Schuhindustrie.

## Persönlichkeiten
- Karl Raab von Rabenau (1849–1903), Journalist
- Martin Strel (* 1954), Langstreckenschwimmer